# Non sono lei
(Laura Pausini, Non sono lei)
Non sono lei è un brano musicale della cantante italiana Laura Pausini. È il 2º singolo che anticipa l'uscita dell'album Laura Live World Tour 09 del 2009, trasmesso in radio dal 20 novembre.

## Il brano
Il brano è un inedito scritto da Laura Pausini e Cheope, la musica è realizzata da Laura Pausini e Daniel Vuletic; l'adattamento spagnolo è di Ignacio Ballesteros.
La canzone viene tradotta in lingua spagnola con il titolo Ella no soy, inserita nell'album Laura Live Gira Mundial 09 ed estratta come 2° singolo in Spagna e in America Latina.
I 2 brani non pubblicati su CD singolo, vengono trasmessi in radio; vengono realizzati i 2 videoclip.

## Il video
Il videoclip (in lingua italiana e in lingua spagnola) è stato diretto dal regista Gaetano Morbioli e girato nell'estate 2009 a New York.
I videoclip di Non sono lei e Ella no soy vengono inseriti nei DVD Laura Live World Tour 09 e Laura Live Gira Mundial 09. È presente inoltre il Making of the video.

## Tracce
Download digitale
1. Non sono lei
2. Ella no soy

## Classifiche
| Classifiche (2009)        | Posizione massima |
| ------------------------- | ----------------- |
| Italia (airplay)          | 19                |
| Italia (airplay italiana) | 7                 |